# NGC 2094
NGC 2094 (другое обозначение — ESO 57-SC26) — рассеянное скопление в созвездии Золотая Рыба.
Этот объект входит в число перечисленных в оригинальной редакции «Нового общего каталога».
Харлоу Шепли и ирландский астрономом Эрик Мервин Линдси ошибочно приняли за NGC 2094 скопление SL659, и их ошибка была «скопирована» в ESO и в «Списке скоплений БМО/ММО Blca et al. В свой список скоплений Большого Магелланова облака настоящее NGC 2094 Шепли и Линдси не включили.